# Нова Гора (Кршко)
Нова Гора (словен. Nova Gora) — поселення в общині Кршко, Споднєпосавський регіон, Словенія. Висота над рівнем моря: 421,1 м.